# Pleš (Bednja)
Pleš is een plaats in de gemeente Bednja in de Kroatische provincie Varaždin. De plaats telt 301 inwoners (2001).